# Coluber schotti
La culebra chirrionera de Schott (Coluber schotti) es una especie de reptil perteneciente a la familia Colubridae.

## Clasificación y descripción
Es una serpiente corredora larga que posee una coloración dorsal verde o gris azulado a negro con un par de puntos claros en la esquina anterior de cada escama; uno o dos rayas laterales claras presentes o ausentes; pigmento rojo en el ángulo de la mandíbula; 15 hileras de escamas dorsales en la mitad del cuerpo.

## Distribución
Coluber schotti se distribuye desde el centro de Texas a través de la Planicie Costera del Golfo hasta el centro de Veracruz y en al Altiplano mexicano hasta Michoacán. La distribución vertical va de cerca del nivel del mar a 2,500 m s. n. m.

## Hábitat
Esta especie habita en desierto, pastizal con mezquite, bosque tropical caducifolio, y bosque de pino encino. Esta serpiente corredora ágil y diurna es primariamente terrestre, pero puede trepar a las ramas bajas de arbustos y árboles cuando forrajea o termorregula. Se alimenta exclusivamente de lagartijas. Hembras ponen 3-12 huevos en mayo o junio.